# Fabien Barthez
Fabien Alain Barthez (phát âm tiếng Pháp: [fabjɛ̃ baʁˈtɛz]; sinh ngày 28 tháng 6 năm 1971) là một cựu cầu thủ bóng đá người Pháp. Ông đã từng đoạt một số huy chương khi chơi ở vị trí thủ môn cho Marseille, Manchester United và cùng với đội tuyển bóng đá quốc gia Pháp giành chức vô địch tại World Cup 1998, Euro 2000 và lọt vào trận chung kết World Cup 2006. Ông cùng với Peter Shilton là 2 thủ môn giữ kỷ lục giữ sạch lưới nhất trong giải vô địch bóng đá thế giới, trong 10 trận. Ở câu lạc bộ, ông đã từng chiến thắng tại giải Cúp các đội vô địch bóng đá quốc gia châu Âu, một số danh hiệu tại Giải vô địch bóng đá Pháp và Giải bóng đá Ngoại hạng Anh.

## Danh hiệu

### Câu lạc bộ
Marseille
- UEFA Champions League: 1992–93
- Division 2: 1994–95

Monaco
- Division 1: 1996–97, 1999–2000
- Trophée des Champions: 1997

Manchester United
- Premier League: 2000–01, 2002–03[3]

### Quốc tế[2]
- FIFA World Cup: 1998, Á Quân 2006
- UEFA Euro: 2000
- FIFA Confederations Cup: 2003

### Giải thưởng
- FIFA World Cup Yashin Award: 1998[4]
- FIFA World Cup All-Star Team: 1998[5]
- Ligue 1 Goalkeeper of the Year: 1998[6]
- IFFHS World's Best Goalkeeper: 2000[7]
- UEFA Euro Team of the Tournament: 2000[8]
- PFA Team of the Year: 2000–01 Premier League[9]
- Équipe type spéciale 20 ans des trophées UNFP: 2011[10]
- The Dream Team 110 years of OM: 2010[11]

### Huân chương
- Knight of the Legion of Honour: 1998[12]